# O'Connor (banda)
O'Connor (estilizado como OCONИOR), es una banda argentina de heavy metal y hard rock, fundada en 1998 por Claudio O'Connor, tras la disolución de su anterior banda Malón. Dentro del heavy metal argentino es una de las bandas con mayor trayectoria discográfica y es considerada como una banda de culto.

## Historia

### Primeros años
O'Connor comenzó a gestarse a fines de febrero de 1998, cuando aún Claudio O'Connor formaba parte de Malón, ya que su idea en un primer momento era tener un proyecto personal paralelo. Pero por factores desconocidos que sucedieron ese año, O'Connor decidió separarse de Malón y empezar a darle vida al proyecto de su nueva banda.

"Siempre fue un proyecto muy bien pensado, muy consistente, siempre tuve en mente hacer que este proyecto se desarrolle"
Claudio O'Connor

La idea estaba, pero faltaban los músicos, hasta que Ariel Malizia, antiguo operador de sonido de Hermética y Malón, contactó a Claudio con Hernán García (exbajista de Alakrán) y comenzaron a trabajar en el nuevo material. El resto de los integrantes de la banda eran "invitados" para que se pudiera dar rienda suelta al proyecto. 
En abril de 1999 se realizó el recital debut, el cual fue anunciado como "El primer recital de Claudio O'Connor luego de la separación de Malón". Con músicos invitados (Walter Curri en guitarra, ex Alakrán, y Pablo Naydón en batería, ex Alakran, Bang Bang y Razz) se grabó el primer álbum, Hay un lugar, el cual se lo presentó en sucesivos shows. Luego de un receso Naydón es reemplazado por Christian Vai, uno de los amigos que los iban a ver ensayar. Vai propuso que se probara a su primo Alejandro Cota en la guitarra.

### Debut y éxito
A principios de 2000 O'Connor firmó contrato con Andrés Vignolo, para que este lo represente como mánager, y con él llegaron nuevas propuestas. Tuvieron nuevo disco, Yerba mala nunca muere y nueva compañía discográfica, "Fogón Música". 
Claudio, refiriéndose a su nuevo grupo y sus dos primeros discos, expresó:

"(...) la idea de despegar de lo anterior, no tiene que ver tanto con la fuerza de la música, sino con la ideología, con la temática sectaria, eso de la intolerancia a otras bandas de otros estilos, es decir que el cambio pasó no sólo por el de las notas musicales sino por hacer notar los valores que uno tiene donde realmente hay que ponerlos"
Claudio O'Connor

.
Yerba mala nunca muere se presentó oficialmente en "Cemento" el 13 de abril de 2000, con la capacidad colmada. Casi dos años más tarde, en enero de 2002, O'Connor grabó en los "Estudios Panda", su tercer disco, al que nombraron Dolorización, conteniendo 10 nuevos temas y con la participación de Javier Dorado en batería, exintegrante de A.N.I.M.A.L. y Mate Cocido. Luego de la exitosa actuación en Montevideo, Uruguay, la banda editó Dolorización simultáneamente en México y en Brasil. Al poco tiempo regresó a la banda el baterista Pablo Naydón, ampliando así las fronteras de la banda. El álbum se presentó en "Cemento" colmando el lugar una vez más.
El 24 de mayo de 2003, O'Connor se presentó ante 2000 espectadores en "El Teatro", grabando su primer disco en vivo, Vive siempre. En el año 2004, al concluir su gira por la costa y de su exitosa actuación junto a Iron Maiden en el estadio de Vélez Sarsfield, O'Connor grabó su cuarto álbum de estudio. Este se grabó en los "Estudios Panda" nuevamente, con la producción de Tano Corbalán, El tiempo es tan pequeño.
Luego de numerosas actuaciones, en el año 2006 la banda graba su quinto álbum de estudio Estamos pariendo, con una nueva compañía: Tocka Discos. El disco fue lanzado el 24 de agosto del mismo año. El primer corte del disco fue "Rock del suicida", el cual estuvo en rotación por diversas radios y canales de televisión musicales.

### Cambios de formación
A principios de 2007, Alejandro Cota dejó la banda y se incorporó en la guitarra Alejandro Venneri (actual integrante de "Virtual" y "Custom 71" y exintegrante de "Mate Cocido"), quien no permaneció mucho tiempo en la banda ni tampoco llegó a grabar ningún disco.
En 2008 se incorporó el guitarrista Fernando Cosenza, reemplazando a Venneri, con quien grabaron el siguiente material discográfico que llevó el nombre de Naturaleza muerta. El disco salió a la venta el 27 de noviembre de ese año y la banda lanzó "Jungla" como primer corte de difusión del disco.
El show del 28 de diciembre de 2009, fue el último en el que participó Fernando Cosenza, quien decidió abandonar la banda por cuestiones personales. Esto dio origen a la participación por 2 shows del guitarrista Lisardo Álvarez (exintegrante de D-mente y exintegrante de Totus Toss) y luego al guitarrista Antonio "Tano" Romano como guitarrista de los 2 shows que O'Connor brindó como apertura para Metallica en estadio de River Plate el 21 y 22 de enero de 2010.
En una nueva búsqueda de guitarrista, se incorporó Darío Casciaro el 23 de agosto de 2010, quien grabó algunas guitarras para Río extraño. Dicho álbum se publicó el 19 de noviembre de 2010, cuya presentación oficial se llevó a cabo en "La Trastienda Club" el 7 de mayo de 2011. El 22 de julio del mismo año salió a la venta Un lugar que nunca muere, volumen 1 y 2, ambos discos pertenecen a una reedición en vivo de los 2 primeros discos de estudio de la banda.
Poco tiempo después Darío Casciaro decidió abandonar el grupo para dedicarse a sus proyectos personales. Su lugar fue tomado por Iván Iñiguez (exintegrante de WOTAN) con quien grabaron un nuevo disco de estudio, en este caso uno de covers, lanzado en marzo de 2012, denominado Un poco de respeto.

### Regreso de Malón y hiato (2012-2015)
A pesar de haber lanzado su álbum de versiones, durante el año 2012 el grupo registró escasa actividad en los escenarios, debido al regreso de Malón, banda en la cual Claudio O'Connor participa. Por su parte, Hernán García y Pablo Naydón empezaron a trabajar como productores en su estudio de grabación "El Palacio Records". Sin embargo, a fines de 2014 anuncian su regreso a los escenarios para los primeros meses de 2015.
Según palabras de García el 19 de marzo de 2013:

"En realidad nunca nos enojamos entre nosotros ni nos separamos como banda, solo dejamos de tocar y se cortó la continuidad del grupo. No nos vimos para nada durante estos años, incluso nunca nos cruzamos en ningún show o evento. Por mi lado, estuve muy metido con mi laburo en el estudio de grabación y produciendo cosas para diferentes bandas."
Hernán García

Además, vuelve a integrar la banda el guitarrista Fernando Cosenza, teniendo el grupo por primera vez dos guitarras, En el año 2016 se lanza el álbum La grieta, su octavo disco de estudio.

### Salida de Hernán García, Ivan Iñiguez y Fernando Cosenza
A fines del 2016, el día 30 de diciembre, Hernán Garcia decide renunciar a la banda después de 19 años. Se especula que las diferencias con Claudio se volvieron insostenibles a lo largo del tiempo. junto a Hernán, también se aleja el guitarrista Ivan Iñiguez.
Después de un comunicado de prensa, la banda anuncia que Karlos Cuadrado (bajista de Malón) tomaría el puesto. De esta manera la formación 2017 de la banda se compone por Pablo Naydón en batería - Fernando Cosenza en guitarra, Karlos Cuadrado en bajo y Claudio en voz.
En 2018, ingresa el guitarrista Lisardo Álvarez en reemplazo de Cosenza.

## Miembros

### Formación actual
- Claudio O'Connor - Voz (1998-2012, 2014-2020) (2025)
- Fernando Cuello - Batería (2025)
- Hernán Rodríguez - Bajo (2025)
- Yamil Rodríguez - Guitarra (2025)

### Miembros anteriores

#### Guitarra
- Pato Pedernera (1998)
- Walter Curri (1999)
- Alejandro Cota (2000-2007)
- Alejandro Venneri (2007-2008)
- Darío Casciaro (2010-2011)
- Iván Iñiguez (2012, 2014-2016)
- Fernando Cosenza (2008-2009, 2014-2018)
- Lisardo Álvarez - Guitarra (2018-2020)

#### Batería
- Luis Ramírez (1998)
- Cristian Vai (2000-2001)
- Javier Dorado (2001-2002)
- Pablo Naydón - Batería (1998-1999, 2002-2012, 2014-2020)

#### Bajo
- Hernán García (1998-2012, 2014-2016)
- Karlos Cuadrado - Bajo (2017-2020)

## Discografía
Álbumes de estudio
| Año  | Título                   | Discográfica |
| 1999 | Hay un lugar             | Sum Records  |
| 2000 | Yerba mala nunca muere   | Fogón        |
| 2002 | Dolorización             | Fogón        |
| 2004 | El tiempo es tan pequeño | PELO         |
| 2006 | Estamos pariendo         | Tocka Discos |
| 2008 | Naturaleza muerta        | Tocka Discos |
| 2010 | Río extraño              | Tocka Discos |
| 2012 | Un poco de respeto       | Tocka Discos |
| 2016 | La grieta                | Icarus Music |